# Phyllopentas madagascariensis
Phyllopentas madagascariensis är en måreväxtart som först beskrevs av Bernard Verdcourt, och fick sitt nu gällande namn av Jesper Kårehed och Birgitta Bremer. Phyllopentas madagascariensis ingår i släktet Phyllopentas och familjen måreväxter. Inga underarter finns listade i Catalogue of Life.